# Patinatge de velocitat als Jocs Olímpics d'Hivern de 1924 - 1.500 metres
Als Jocs Olímpics d'Hivern de 1924 celebrats a Chamonix (França) es realitzà una prova de patinatge de velocitat sobre gel en una distància de 1.500 metres que formà part del programa oficial de patinatge de velocitat als Jocs Olímpics d'hivern de 1924. La competició se celebrà el 27 de gener de 1924.

## Comitès participants
Hi participaren un total de 22 patinadors de 9 comitès nacionals diferents.
| - Bèlgica (4) - Canadà (1) - Estats Units (4) - Finlàndia (3) - França (3) |  | - Letònia (1) - Noruega (4) - Polònia (1) - Suècia (1) |

## Resum de medalles
| Or            | Argent       | Bronze      |
| Clas Thunberg | Roald Larsen | Sigurd Moen |

## Resultats
| Lloc | Patinador              | Temps  |
| ---- | ---------------------- | ------ |
| 1    | Clas Thunberg          | 2:20.8 |
| 2    | Roald Larsen           | 2:22.0 |
| 3    | Sigurd Moen            | 2:25.6 |
| 4    | Julius Skutnabb        | 2:26.6 |
| 5    | Harald Strøm           | 2:29.0 |
| 6    | Oskar Olsen            | 2:29.2 |
| 7    | Harry Kaskey           | 2:29.8 |
| 8    | Charles Jewtraw        | 2:31.6 |
| 8    | Joe Moore              | 2:31.6 |
| 10   | Alberts Rumba          | 2:32.0 |
| 11   | Charles Gorman         | 2:35.4 |
| 12   | Bill Steinmetz         | 2:36.0 |
| 13   | Axel Blomqvist         | 2:36.4 |
| 14   | Léonhard Quaglia       | 2:37.0 |
| 15   | Leon Jucewicz          | 2:42.6 |
| 16   | André Gegout           | 2:54.4 |
| 17   | Gaston Van Hazebroeck  | 2:54.8 |
| 18   | George de Wilde        | 2:55.0 |
| 19   | Louis De Ridder        | 3:01.8 |
| 20   | Philippe Van Volckxsom | 3:14.6 |
| 21   | Marcel Moens           | 3:16.8 |
| –    | Asser Wallenius        | NF     |